# مؤشر شميث
مؤشر شميث لألم اللدغات (بالإنجليزية: Schmidt sting pain index)‏ هو مؤشر نسبي وضعه عالم الحشرات الأمريكي جوستين شميت، الذي كان يعمل في مركز بحوت النحل بولاية أريزونا، لقياس حدة الألم الناتج عن لدغات الحشرات الغشائية الأجنحة. و توصل بعد أن عرض نفسه إلى لسعات أكتر من 78 نوعاً من 41 جنساً منها إلى وضع مؤشره الذي يحمل نفس إسمه ويضم أربع درجات.

## كيفية التصنيف في مؤشر شميد
كما سبق الذكر يشمل المؤشر أربع درجات دون احتساب درجة الصفر .
- 0.0 لسعات حشرات غير مسببة للألم وغير فعالة ضد البشر.
- 1.0 نحلة العرق ألم خفيف وعابر.
- 1.2 النمل الناري ألم حاد، مفاجئ، مثير للفزع.
- 1.8 نمل الأكاسيا ألم حاد ونافذ.
- 2.0 الدبور ألم شديد.
- 2.0 الدبور الأحمر ألم ساخن وحامي (الشعور بحرارة في موضع اللذغة).
- 2.x النحل الإفريقي والدبور الأوروبي.
- 3.0 النمل الأحمرألم الذهان، مستمر.
- 3.0 الدبور الأصفر ألم كاوي وملتهب.
- 4.0 دبور ألم مسبب للعمى المؤقت، ألم شرس، ألم كهربائي.
- 4.0 + نمل الرصاص ألم مركز وشديد و ملتهب.